# Dấu chấm than
Dấu chấm than ! (than trong kêu than, than thở) là một dấu chấm câu dùng để diễn đạt cảm xúc, được kí hiệu bằng một dấu gạch thẳng và một dấu chấm ở bên dưới.

## Sử dụng
Dấu chấm than là một dấu chấm câu, sử dụng chủ yếu để thể hiện một cảm xúc tới đột ngột, đến mức thể hiện ra bên ngoài, tác động ra bên ngoài. Các cách dùng khác của dấu chấm than là: Tăng mức độ cho câu yêu cầu, đề nghị, ra lệnh; Tăng tính khẳng định thêm cho câu; Tạo ra cảm giác giao tiếp thân thiện cho người nói, người viết, thường thấy trong lời chào, lời xưng hô.
Có thể coi dấu chấm than là một kí tự trong bảng chữ cái La-tinh. Khi trình bày trên văn bản, ta có thể tạo ra một khoảng cách nhỏ, giữa từ cuối cùng với dấu chấm than, hoặc viết sát vào nhau cũng được. Một chú ý khi sử dụng dấu chấm than: sử dụng quá nhiều trong một đoạn văn có thể làm giảm tác dụng thể hiện cảm xúc, hoặc khiến người đọc mệt mỏi, giảm chú ý.
Dấu chấm than còn có thể kết hợp với nhiều ký tự khác để biểu thị thêm các sắc thái cảm xúc.
Viết lặp lại dấu chấm than nhiều lần, có tác dụng tăng thêm mức độ cho câu, ví dụ: “Á!!!”. Tuy nhiên cách viết này không được chấp nhận trong ngữ cảnh trang trọng.
Kết hợp dấu chấm than với dấu hỏi tạo ra sắc thái ngạc nhiên, đến mức giật mình, hoặc phản đối, ví dụ: “Cậu định đội thứ đó lên đầu?!” (hoặc !?).
Kí hiệu (!), hoặc mạnh hơn là (?!) hay (!?), ngụ ý thái độ giễu cợt, mỉa mai, hoặc ngạc nhiên đến khó tin của người tường thuật lại sự việc.

## Lịch sử hình thành
Lịch sử ra đời của dấu chấm than chưa thực sự rõ ràng. Nhiều người tin rằng kí hiệu ! bắt nguồn từ chữ “iō” trong tiếng La-tinh – một cụm từ biểu thị niềm vui, niềm hân hoan. Đến thời Trung cổ, những người ghi chép quyết định thêm các dấu câu vào bản thảo để tạo ra giọng điệu cho câu văn, hoặc đơn giản chỉ để ngắt quãng. Đến thế kỷ XIV, học giả người Ý Alpoleio da Urbisaglia (phiên âm: An-pô-lê-ô đa Úp-sa-vi-a) lần đầu tiên sử dụng kí hiệu chấm than như hiện tại.

## Các tên khác trong tiếng Việt
Dấu chấm than còn được gọi bằng các tên sau: Dấu than, Chấm than, Dấu chấm cảm, Dấu cảm, Chấm cảm, Dấu chấm kêu, Dấu kêu, Chấm kêu.

## Ứng dụng trong các lĩnh vực khác

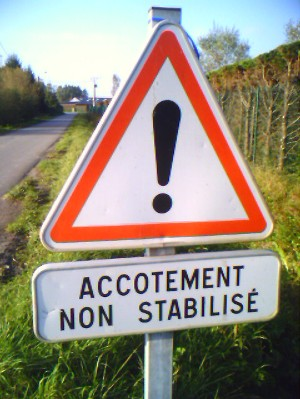
Trên các biển báo giao thông, dấu chấm than biểu thị nguy hiểm.

Dấu chấm than được quốc tế quy ước có nghĩa là “Chú ý”, “Cảnh báo”, hoặc “Bắt buộc”, dùng cho các biển cảnh báo khả năng xảy ra nguy hiểm, các biển đề nghị chú ý thực hiện điều gì đó.
Trong thời kì hiện đại, dấu chấm than được ưa chuộng dùng trong cách đặt tên riêng, ví dụ như tên thương hiệu, tên địa danh, tạo ra hiệu ứng thu hút về mặt thị giác.
Trong hoạt hoạ đại chúng, dấu chấm than xuất hiện như một cách để thể hiện một số cảm xúc tức thì như: ấn tượng, xuất sắc, bất ngờ, ngạc nhiên, bối rối, nhầm lẫn, lo lắng, nguy hiểm.
Trong Ngữ âm học, kí hiệu ! dùng để chỉ âm alveolar click.
Lĩnh vực Toán học cũng ứng dụng kí hiệu ! rất nhiều, điển hình nhất là phép tính giai thừa.
Máy tính học, một mảng con của Toán học, tất yếu cũng sử dụng rất nhiều kí hiệu !. Nổi tiếng nhất là cú pháp lập trình !A = phủ định của A

## Điểm mã unicode (HTML) liên quan
- U+0021 ! Dấu chấm than
- U+203C ‼ Dấu chấm than đôi
- U+2048 ⁈ Dấu hỏi chấm với dấu chấm than
- U+2049 ⁉ Dấu chấm than với dấu hỏi chấm
- U+26A0 ⚠ Biển cảnh báo